# Mandela Day (Simple Minds)
Mandela Day is een nummer van de Schotse band Simple Minds uit 1989. Het is de B-kant van de hit Belfast Child, en afkomstig van hun achtste studioalbum Street Fighting Years.
Het nummer werd geschreven naar aanleiding van de 70e verjaardag van Nelson Mandela, dat gevierd werd met een groots concert in het Wembley Stadium. De Simple Minds traden daar ook live op met het nummer. "Mandela Day" behaalde geen hitlijsten in het Verenigd Koninkrijk en het Nederlandse taalgebied, maar werd wel een hitje in Frankrijk en Zwitserland.